# Marine Terrace
Marine Terrace ou Marine-Terrace est une maison située dans la paroisse de Saint-Clément à Jersey, dans laquelle Victor Hugo a habité avec sa famille durant son exil à Jersey, d'août 1852 à octobre 1855.

## Nom et lieu
« Marine terrace » est un terme anglais signifiant littéralement « terrasse marine », et pouvant désigner à ce titre une plage surélevée. La rue où est située la maison occupée par Victor Hugo à Jersey s'appelle Marine Terrace, en raison de sa localisation en bord de mer, face à l'océan. Dès son installation dans la maison, Victor Hugo l'appelle « Marine Terrace » dans tous ses écrits.
La maison de Marine Terrace où résidait Victor Hugo, détruite en 1974, était située sur la grève d'Azette, dans la paroisse de Saint-Clément, au sud-est de Saint-Hélier, la capitale de Jersey.

## Historique
Expulsé du territoire français en décembre 1851, puis sous la menace d'une expulsion du territoire belge où il est exilé, Victor Hugo trouve refuge à Jersey, où il arrive le 5 août 1852. Le 16 août 1852, la famille Hugo s'installe à Marine Terrace, propriété d'un armateur de Jersey nommé Thomas Rose, et y réside jusqu'au départ de Victor Hugo pour l'île voisine de Guernesey, le 31 octobre 1855.
Dans une lettre du 15 août 1852, Victor Hugo annonce ainsi son installation prochaine à Marine Terrace :
« Je m’installe demain lundi avec ma famille dans une jolie petite maison que j’ai louée au bord de la mer. Mon adresse sera désormais : St. Lukes, 3, Marine Terrace. Du reste, il n’y a pas besoin d’adresse. Toutes les lettres simplement adressées à Jersey me parviennent. »
Dans une autre lettre du 18 août 1852, Victor Hugo la décrit ainsi :
« Je m’installe demain dans une petite niche au bord de la mer que les journaux de l’île qualifient ainsi : Une superbe maison sur la grève d’Azette. C’est une cabane, mais dont l’océan baigne le pied. »

## Description
La maison de Marine Terrace est une grande bâtisse blanche édifiée sur deux niveaux.
Victor Hugo décrit l'intérieur de la maison dans William Shakespeare : 
« Un corridor pour entrée, au rez-de-chaussée, une cuisine, une serre et une basse-cour, plus un petit salon ayant vue sur le chemin sans passants et un assez grand cabinet à peine éclairé ; au premier et au second étage, des chambres, propres, froides, meublées sommairement, repeintes à neuf avec des linceuls blancs aux fenêtres. »

## Autres articles
- Maison de Victor Hugo à Paris
- Hauteville House, maison de Victor Hugo pendant son exil à Guernesey
- Maison du Pigeon, maison de la Grand-Place de Bruxelles où Victor Hugo vécut en exil en 1852